# Tove Frederiksen
Tove Frederiksen (født 31. juli 1929 i Allindelille, død 1. september 2005) var Ringsteds borgmester fra 1986-1989, valgt for Socialdemokraterne. Hendes navn er indgraveret på Ringsteds borgmesterkæde. Hun var også folketingsmedlem fra 1977 til 1979.